# Олександр Стависький
Серж Олександр Стависький (фр. Serge Alexandre Stavisky); (нар. 20 листопада 1886, Слобідка, Київська губернія - †8 січня 1934, Шамоні, Франція) — французький шахрай, аферист українського походження. Неодноразово затримувався поліцією за фінансові зловживання, шахрайство, торгівлю наркотиками та коштовностями. Заснував декілька фіктивних фінансових товариств, найбільше відомий у зв'язку з багатомільйонною аферою з одним з провідних французьких банків. Афера Стависького призвела до глибокої політичної кризи і спроби заколоту у Парижі у лютому 1934 року.